# Фристайл на зимових Олімпійських іграх 2018 — хафпайп (чоловіки)
Змагання з фристайлу в дисципліні хафпайп серед чоловіків у програмі Зимових Олімпійських ігор 2018 пройшли 20 і 21 лютого в сніговому парку «Фенікс», Пхьончхан .

## Кваліфікація на Ігри
Перші 30 спортсменів у списку розподілення олімпійських квот кваліфікувались, не більш як по чотири від кожного Національного олімпійського комітету (НОК). Всі вони мали потрапити в 30-ку найсильніших на етапах Кубка світу, або на чемпіонаті світу 2017 року у своїй дисципліні, а також набрати як мінімум 50 очок FIS під час кваліфікаційного періоду (від 1 липня 2016 року до 31 січня 2018-го). Якщо команда-господар, Південна Корея не кваліфікується, то їхній вибраний спортсмен зможе замінити останнього в списку тих, хто кваліфікувався, за умови, що всі кваліфікаційні критерії виконані.

## Медалісти
| Золото         | Срібло             | Бронза                     |
| США Девід Вайс | США Алекс Феррейра | Нова Зеландія Ніко Портеус |

## Розклад
Час місцевий (UTC+9)
| Дата      | Час   | Коло         |
| --------- | ----- | ------------ |
| 20 лютого | 13:00 | Кваліфікація |
| 21 лютого | 11:30 | Фінал        |

## Результати

### Кваліфікація
Кваліфікація змагань пройшла 20 лютого. У ній взяли участь 30 спортсменів, які виконали по дві спроби. У залік йшов результат кращої з них. Фристайлісти, які посіли перші 12 місць, відібралися у фінал.
Q — кваліфікувались у фінал
| Місце | Номер | Спортсмен                | Країна                       | Спроба 1 | Спроба 2 | Краща | Нотатки |
| ----- | ----- | ------------------------ | ---------------------------- | -------- | -------- | ----- | ------- |
| 1     | 3     | Аарон Бланк              | США                          | 63.20    | 94.40    | 94.40 | Q       |
| 2     | 1     | Алекс Феррейра           | США                          | 92.60    | 43.40    | 92.60 | Q       |
| 3     | 7     | Торін Єтер-Воллес        | США                          | 89.60    | 33.60    | 89.60 | Q       |
| 4     | 27    | Байрон Веллс             | Нова Зеландія                | 88.60    | 42.00    | 88.60 | Q       |
| 5     | 16    | Бо-Джеймс Веллс          | Нова Зеландія                | 86.20    | 88.20    | 88.20 | Q       |
| 6     | 5     | Кевін Роллан             | Франція                      | 87.80    | 37.80    | 87.80 | Q       |
| 7     | 9     | Майк Ріддл               | Канада                       | 6.40     | 82.20    | 82.20 | Q       |
| 8     | 2     | Девід Вайс               | США                          | 24.80    | 79.60    | 79.60 | Q       |
| 9     | 6     | Ноа Боумен               | Канада                       | 43.00    | 77.20    | 77.20 | Q       |
| 10    | 8     | Томас Кріф               | Франція                      | 74.40    | 25.80    | 74.40 | Q       |
| 11    | 15    | Ніко Портеус             | Нова Зеландія                | 51.20    | 72.80    | 72.80 | Q       |
| 12    | 19    | Андреас Голь             | Австрія                      | 68.60    | 31.60    | 68.60 | Q       |
| 13    | 4     | Сімон Д'Артуа            | Канада                       | 66.60    | 40.40    | 66.60 |         |
| 14    | 21    | Маррей Б'юкен            | Велика Британія              | 66.00    | 65.40    | 66.00 |         |
| 15    | 12    | Пітер Спейт              | Велика Британія              | 3.80     | 64.60    | 64.60 |         |
| 16    | 20    | Лукас Мюллауер           | Австрія                      | 17.00    | 63.60    | 63.60 |         |
| 17    | 22    | Мігель Портеус           | Нова Зеландія                | 40.40    | 62.60    | 62.60 |         |
| 18    | 10    | Йоель Гіслер             | Швейцарія                    | 59.80    | 9.80     | 59.80 |         |
| 19    | 14    | Рафаель Краєнбюль        | Швейцарія                    | 55.20    | 22.20    | 55.20 |         |
| 20    | 24    | Мао Бінцян               | Китай                        | 53.00    | 54.60    | 54.60 |         |
| 21    | 18    | Марко Ладнер             | Австрія                      | 54.20    | 39.40    | 54.20 |         |
| 22    | 23    | Брендан Ньюбі            | Ірландія                     | 53.80    | 53.80    | 53.80 |         |
| 23    | 26    | Кун Сянжуй               | Китай                        | 47.40    | 50.80    | 50.80 |         |
| 24    | 13    | Павло Чупа               | Спортсмени-олімпійці з Росії | 46.80    | 25.80    | 46.80 |         |
| 25    | 11    | Робін Бріге              | Швейцарія                    | 23.00    | 29.40    | 29.40 |         |
| 26    | 17    | Александер Главацкі-Їдон | Велика Британія              | 10.80    | 15.00    | 15.00 |         |
| 27    | 25    | Лі Ган Бок               | Південна Корея               | 5.80     | 13.00    | 13.00 |         |

### Фінал
У фіналі взяли участь 12 спортсменів. У порівнянні з минулими Іграми відбулись зміни у форматі. На відміну від сочинських ігор, кожен зі спортсменів виконав по три спуски. У залік йшов результат найкращого з них.
| Місце | Номер | Спортсмен         | Країна        | Спроба 1 | Спроба 2 | Спроба 3 | Найкраща | Нотатки |
| ----- | ----- | ----------------- | ------------- | -------- | -------- | -------- | -------- | ------- |
| 1     | 2     | Девід Вайс        | США           | 17.00    | 6.40     | 97.20    | 97.20    |         |
| 2     | 1     | Алекс Феррейра    | США           | 92.60    | 96.00    | 96.40    | 96.40    |         |
| 3     | 15    | Ніко Портеус      | Нова Зеландія | 82.40    | 94.80    | 30.00    | 94.80    |         |
| 4     | 16    | Бо-Джеймс Веллс   | Нова Зеландія | 87.40    | 52.20    | 91.60    | 91.60    |         |
| 5     | 6     | Ноа Боумен        | Канада        | 89.40    | 19.20    | 11.20    | 89.40    |         |
| 6     | 9     | Майк Ріддл        | Канада        | 85.40    | 26.00    | 27.40    | 85.40    |         |
| 7     | 3     | Аарон Бланк       | США           | 81.40    | 5.60     | 84.80    | 84.80    |         |
| 8     | 19    | Андреас Голь      | Австрія       | 14.60    | 46.00    | 68.80    | 68.80    |         |
| 9     | 7     | Торін Єтер-Воллес | США           | 65.20    | 28.80    | 12.20    | 65.20    |         |
| 10    | 8     | Томас Кріф        | Франція       | 9.80     | DNS      | DNS      | 9.80     |         |
| 11    | 5     | Кевін Роллан      | Франція       | 6.40     | 6.40     | 5.60     | 6.40     |         |
| 12    | 27    | Байрон Веллс      | Нова Зеландія | DNS      | DNS      | DNS      | DNS      |         |